# Mezistátní utkání české hokejové reprezentace v sezóně 2003/2004
Mezistátních utkání české hokejové reprezentace v sezóně 2003/2004 bylo celkem 25 s celkovou bilancí 16 vítězství a 9 porážek. Nejprve odehrála reprezentace 1 přátelský zápas s Ruskem, pak 3 zápasy na Česká pojišťovna Cupu 2003, následovaly 3 zápasy na Karjala Cupu 2003. Potom to byl přátelský zápas s Kanadou, 3 zápasy na Baltika Cupu 2003 a 3 zápasy na Švédských hokejových hrách 2004. V dubnu přátelský zápas s Francií, 2 zápasy na Euro Hockey Tour 2003/2004 a přátelský zápas s Kanadou, a reprezentační sezónu zakončilo 7 zápasů na Mistrovství světa v ledním hokeji 2004.

## Přehled mezistátních zápasů
| Pořadí | Datum        |       | Výsledek                           | Soupeř     | Soutěž                         | Místo utkání |
| ------ | ------------ | ----- | ---------------------------------- | ---------- | ------------------------------ | ------------ |
| 1493.  | 2. 9. 2003   | Česko | 2 : 1 (2:1, 0:0, 0:0)              | Rusko      | přátelsky                      | Brno         |
| 1494.  | 4. 9. 2003   | Česko | 2 : 1sn (1:0, 0:0, 0:1 - 0:0, 1:0) | Rusko      | Česká pojišťovna Cup 2003      | Pardubice    |
| 1495.  | 6. 9. 2003   | Česko | 1 : 3 (0:2, 0:0, 1:1)              | Finsko     | Česká pojišťovna Cup 2003      | Pardubice    |
| 1496.  | 7. 9. 2003   | Česko | 1 : 2sn (0:1, 1:0, 0:0 - 0:0, 0:1) | Švédsko    | Česká pojišťovna Cup 2003      | Pardubice    |
| 1497.  | 6. 11. 2003  | Česko | 2 : 1sn (0:1, 1:0, 0:0 - 0:0, 1:0) | Švédsko    | Karjala Cup 2003               | Jönköping    |
| 1498.  | 8. 11. 2003  | Česko | 1 : 5 (0:4, 0:0, 1:1)              | Finsko     | Karjala Cup 2003               | Helsinky     |
| 1499.  | 9. 11. 2003  | Česko | 3 : 2sn (1:0, 0:0, 1:2 - 0:0, 1:0) | Rusko      | Karjala Cup 2003               | Helsinky     |
| 1500.  | 16. 12. 2003 | Česko | 1 : 5 (0:1, 0:2, 1:2)              | Kanada     | přátelsky                      | Pardubice    |
| 1501.  | 18. 12. 2003 | Česko | 2 : 3sn (0:1, 2:0, 0:1 - 0:0, 0:1) | Švédsko    | Baltika Cup 2003               | Moskva       |
| 1502.  | 20. 12. 2003 | Česko | 5 : 1 (1:1, 0:0, 4:0)              | Finsko     | Baltika Cup 2003               | Moskva       |
| 1503.  | 21. 12. 2003 | Česko | 2 : 3sn (1:1, 0:1, 1:0 - 0:0, 0:1) | Rusko      | Baltika Cup 2003               | Moskva       |
| 1504.  | 5. 2. 2004   | Česko | 2 : 1 (0:0, 1:0, 1:1)              | Finsko     | Švédské hokejové hry 2004      | Helsinky     |
| 1505.  | 7. 2. 2004   | Česko | 0 : 4 (0:1, 0:1, 0:2)              | Švédsko    | Švédské hokejové hry 2004      | Stockholm    |
| 1506.  | 8. 2. 2004   | Česko | 3 : 2pp (1:0, 0:1, 1:1 - 1:0)      | Rusko      | Švédské hokejové hry 2004      | Stockholm    |
| 1507.  | 13. 4. 2004  | Česko | 8 : 0 (0:0, 2:0, 6:0)              | Francie    | přátelsky                      | Karlovy Vary |
| 1508.  | 16. 4. 2004  | Česko | 5 : 1 (0:0, 3:0, 2:1)              | Rusko      | Euro Hockey Tour 2003/04 (O3M) | Moskva       |
| 1509.  | 18. 4. 2004  | Česko | 4 : 7pp (2:2, 1:1, 1:4 - 0:1)      | Rusko      | Euro Hockey Tour 2003/04 (O3M) | Ostrava      |
| 1510.  | 22. 4. 2004  | Česko | 8 : 5 (3:2, 3:2, 2:1)              | Kanada     | přátelsky                      | Praha        |
| 1511.  | 24. 4. 2004  | Česko | 3 : 1 (3:0, 0:0, 0:1)              | Lotyšsko   | Mistrovství světa 2004 (ZS)    | Praha        |
| 1512.  | 26. 4. 2004  | Česko | 7 : 0 (5:0, 0:0, 2:0)              | Kazachstán | Mistrovství světa 2004 (ZS)    | Praha        |
| 1513.  | 28. 4. 2004  | Česko | 5 : 1 (1:0, 0:1, 4:0)              | Německo    | Mistrovství světa 2004 (ZS)    | Praha        |
| 1514.  | 30. 4. 2004  | Česko | 2 : 0 (0:0, 1:0, 1:0)              | Rakousko   | Mistrovství světa 2004 (OFS)   | Praha        |
| 1515.  | 2. 5. 2004   | Česko | 3 : 1 (0:0, 2:1, 1:0)              | Švýcarsko  | Mistrovství světa 2004 (OFS)   | Praha        |
| 1516.  | 3. 5. 2004   | Česko | 6 : 2 (2:0, 1:1, 3:1)              | Kanada     | Mistrovství světa 2004 (OFS)   | Praha        |
| 1517.  | 5. 5. 2004   | Česko | 2 : 3sn (0:0, 2:1, 0:1 - 0:0, 0:1) | USA        | Mistrovství světa 2004 (ČTF)   | Praha        |

## Bilance sezóny 2003/04
| Soupeř     | Zápasy | Výhry | Remízy | Prohry | Skóre |
| ---------- | ------ | ----- | ------ | ------ | ----- |
| Finsko     | 4      | 2     | 0      | 2      | 9:10  |
| Francie    | 1      | 1     | 0      | 0      | 8:0   |
| Kanada     | 3      | 2     | 0      | 1      | 15:12 |
| Kazachstán | 1      | 1     | 0      | 0      | 7:0   |
| Lotyšsko   | 1      | 1     | 0      | 0      | 3:1   |
| Německo    | 1      | 1     | 0      | 0      | 5:1   |
| Rakousko   | 1      | 1     | 0      | 0      | 5:2   |
| Rusko      | 7      | 5     | 0      | 2      | 21:18 |
| Švédsko    | 4      | 1     | 0      | 3      | 4:12  |
| Švýcarsko  | 1      | 1     | 0      | 0      | 3:1   |
| USA        | 1      | 0     | 0      | 1      | 2:3   |
| Celkem     | 25     | 16    | 0      | 9      | 82:60 |

## Přátelské mezistátní zápasy
Česko -  Rusko	2:1 (2:1, 0:0, 0:0)
2. září 2003 - Brno	

Branky Česka: 5. Jan Novák, 17. Kolář 

Branky Ruska: 9. But.

Rozhodčí: Schimm (GER) - Kalivoda, Pešek (CZE)

Vyloučení: 4:7 (0:1)

Diváků: 5 160
Česko: Roman Málek - Radim Tesařík, Jan Hejda, Jan Novák, Ladislav Benýšek, M. Čech, Robert Kántor, Michal Dobroň - P. Sýkora, Jan Marek, Martin Procházka - Jaroslav Kudrna, Tomáš Blažek, Ladislav Lubina (36. Kristek) - Jaroslav Balaštík, Petr Leška, Václav Pletka - Koukal, Kolář, Petr Průcha.
Rusko: Sokolov - Bykov, Turkovskij, Žukov, Šadilov, Skopincev, Vyšedkevič, Proškin, Kuchtinov - Sušinskij, Koroljov, Ovečkin - Spiridonov, Baďukov, But - Buturlin, Bojkov, Savčenkov - Antipov, Gorovikov, Dobriškin - Nurtdinov.

 Česko -  Kanada 1:5 (0:1, 0:2, 1:2)
16. prosince 2003 - Pardubice	

Branky Česka: 44. Michal Mikeska

Branky Kanady: 20. Norris, 33. Meier, 38. Ward, 42. Martin, 58. Ulmer.

Rozhodčí: Kurmann (SUI) - Barvíř, Pouzar (CZE)

Vyloučení: 4:6 (0:1, 0:1)

Diváků: 2 500
Česko: A. Svoboda - J. Malinský, Jan Hejda, Petr Čáslava, Mudroch, Kolařík, Blaťák - Jaroslav Kudrna, Tomáš Blažek, Michal Mikeska - Hruška (41. Kolář), Beránek, Michal Sup - Trávníček, T. Divíšek, Jan Marek - Jaroš, Kopecký, Dlouhý.
Kanada: Verner (32. Smith) - Gaul, Astley, Simonton, Kinch, Werenka, Martin - Ulmer, Toms, Ward - Craig, Sarault, Savoia - Spring, Norris, Selmser - Baum, Meier.

 Česko -  Francie 	8:0 (0:0, 2:0, 6:0)
13. dubna 2004 - Karlovy Vary	

Branky Česka: 30. Jiří Dopita, 39. Koukal, 42. Petr Čáslava, 45. Hemský, 46. Jakub Klepiš, 50. Petr Čáslava, 53. Jiří Dopita, 58. Radek Duda.

Branky Francie: nikdo

Rozhodčí: Schimm (GER) - Blümel, Pouzar (CZE)

Vyloučení: 2:6 (1:0)

Diváků: 3 600
Česko: Dušan Salfický (30. Roman Málek) - Hunkes, Jan Hejda, Malinský, Petr Čáslava, Linhart, Melichar - Petr Průcha, Jiří Dopita, Koukal - Hlaváč, Kraft, Hemský - Radek Duda, J. Straka, Michal Mikeska - Jakub Klepiš, Olesz.
Francie: Lhenry (30. Rolland) - Carriou, Pousset, Favarin, DeWolf, Pouget, S. Bachelet, Prunet, Besch - F. Rozenthal, Chauvel, Zwikel - Dostal, Briand, Bellemare - Daramy, M. Rozenthal, Mortas - Gras, Coqueux.

 Česko -  Kanada 8:5 (3:2, 3:2, 2:1)
22. dubna 2004 - Praha	

Branky Česka: 6. Martin Straka, 7. František Kaberle, 13. Jan Novák, 36. Michal Sup, 38. Kraft, 40. Petr Průcha, 46. Radek Dvořák, 60. Jaroslav Balaštík

Branky Kanady:  2. Heatley, 19. Staios, 21. Horcoff, 25. Briere, 48. Alston.

Rozhodčí: Schimm (GER) - Barvíř, Bláha (CZE)

Vyloučení: 2:5 + Staios na 10. min (3:1)

Diváků: 15 000
Česko: Dušan Salfický - Karel Rachůnek, František Kaberle, Jan Novák, Roman Hamrlík, Modrý, Jan Hejda, Špaček, Radek Hamr - Jaromír Jágr, Martin Straka, Petr Průcha - Jaroslav Balaštík, Kraft, Jaroslav Bednář - Radek Dvořák, Václav Prospal, Jaroslav Hlinka - David Výborný, Josef Beránek, Michal Sup.
Kanada: Luongo (32. Giguere) - Staios, Brewer, Morris, Bouwmeester, Schultz, Mitchell, Heward - R. Niedermayer, Horcoff, Smyth - Heatley, Briere, Dumont - Alston, Shantz, Williams - Metropolit, Roest, Sarault.